# Qüestió d'inconstitucionalitat a Espanya
La Qüestió d'inconstitucionalitat a Espanya és una eina jurídica que permet a jutges i magistrats comprovar a través del Tribunal Constitucional si una llei és constitucional o no en la seva aplicació.

## Marc Legal
El dret al recurs d'inconstitucionalitat ve regulat a l'estat espanyol pel que diu la mateixa Constitució Espanyola i el que regula la llei 2/1979 del Tribunal Constitucional.

## Objecte
Normes amb rang de llei aplicables al procés, de la validesa de les quals depengui la resolució, que es considerin contràries a la Constitució Espanyola.

## Legitimació
La poden plantejar únicament el jutge o tribunal que conegui el procés (CE art. 163), d'ofici o a instància de part. El plantejament de la qüestió no suspèn l'eficàcia de la llei, però si el termini per dictar sentència.